# 구릿빛반지꼬리주머니쥐
구릿빛반지꼬리주머니쥐(Pseudochirops cupreus)는 반지꼬리주머니쥐과에 속하는 유대류의 일종이다. 인도네시아와 파푸아뉴기니에서 발견된다.

## 특징
꼬리 길이 약 330mm를 제외한 몸길이가 약 425mm이고 불그스레한 반지꼬리를 갖고 있다. 몸무게는 약 1.2~2kg이다. 달베르티반지꼬리주머니쥐보다 좀다 크다. 몸 색깔은 대체로 균일한 짙은 구릿빛을 띠고 은둔반지꼬리주머니쥐와 아주 유사하다.

## 생태
일차림 산악 숲과 고원 숲에서 서식하지만 아고산 초원 지대에서도 발견되고 이차림과 시골 정원 가장자리 지역에서도 서식한다. 암컷은 한 마리의 새끼를 낳는다.

## 분포 및 서식지
뉴기니섬(인도네시아와 파푸아뉴기니)의 센트럴 코르디예라 산맥의 열대 우림에서 서식한다. 해발 1,500m와 3,996m 사이에서 발견된다.